# Nagy Ferenc (labdarúgó, 1884)
Nagy Ferenc (Rákosszentmihály, 1884. február 21. – Budapest, 1964. április 5.) válogatott magyar labdarúgó, hátvéd, edző.

## Pályafutása

### Klubcsapatban
Az MTK, labdarúgója volt. Tagja volt az 1904-es és 1907–08-as bajnokcsapatnak. Nagy termetű, jó rúgó technikával rendelkező játékos volt. Sportszerűen és fáradhatatlanul játszott.

### A válogatottban
1903 és 1907 között nyolc alkalommal szerepelt a válogatottban.

### Edzőként
Kezdetben az Észt labdarúgó-válogatott szakvezetését több magyar szakember is irányította. 1925. június 28-án Kónya Ferenctől vette át a szövetségi munkát. A nemzetközi adattár több esetben úgy tekinti, hogy 1926-ban is irányította az ész válogatott munkáját. 9 válogatott mérkőzésen 4 győzelem, 3 döntetlen mellett 2 vereséget értek el. 11-13-as negatív gólaránnyal. 1926. szeptember 19-én eredményes munkáját Mally Antalnak adta át.

## Sikerei, díjai
- Magyar bajnokság
  - bajnok: 1904, 1907–08
  - 2.: 1909–10, 1910–11
  - 3.: 1903, 1905, 1906–07
- Magyar kupa
  - győztes: 1910

## Statisztika

### Mérkőzései a válogatottban
| Magyarország | Magyarország      | Magyarország                  | Magyarország | Magyarország | Magyarország | Magyarország | Magyarország | Magyarország |
| #            | Dátum             | Helyszín                      | Hazai        | Eredmény     | Vendég       | Kiírás       | Gólok        | Esemény      |
| ------------ | ----------------- | ----------------------------- | ------------ | ------------ | ------------ | ------------ | ------------ | ------------ |
| 1.           | 1903. június 11.  | Budapest, Margitszigeti pálya | Magyarország | 3 – 2        | Ausztria     | barátságos   | -            |              |
| 2.           | 1903. október 11. | Bécs, WAC-pálya               | Ausztria     | 4 – 2        | Magyarország | barátságos   | -            |              |
| 3.           | 1904. június 2.   | Budapest, Millenáris-pálya    | Magyarország | 3 – 0        | Ausztria     | barátságos   | -            |              |
| 4.           | 1904. október 9.  | Bécs, Cricketer-pálya         | Ausztria     | 5 – 4        | Magyarország | barátságos   | -            |              |
| 5.           | 1905. április 9.  | Budapest, Millenáris-pálya    | Magyarország | 0 – 0        | Ausztria     | barátságos   | -            |              |
| 6.           | 1907. április 7.  | Budapest, Millenáris-pálya    | Magyarország | 5 – 2        | Csehország   | barátságos   | -            |              |
| 7.           | 1907. május 5.    | Bécs, Rapid-pálya             | Ausztria     | 3 – 1        | Magyarország | barátságos   | -            |              |
| 8.           | 1907. október 6.  | Prága, Slavia-stadion         | Csehország   | 5 – 3        | Magyarország | barátságos   | -            |              |
|              | Összesen          |                               |              | 8            | mérkőzés     |              | 0            | gól          |

### Mérkőzései észt szövetségi kapitányként
| Időpont              | Helyszín                                                   | Mérkőzés típusa         | Mérkőzés                 | Eredmény | Nézők száma |
| -------------------- | ---------------------------------------------------------- | ----------------------- | ------------------------ | -------- | ----------- |
| 1925. június 28.     | Lietuvos Fizinio Lavinimosi Sąjunga (LFLS) Stadion, Kaunas | 18. barátságos mérkőzés | Litvánia–Észtország      | 0 : 1    | 4 000       |
| 1925. július 5.      | Kalevi Stadion, Tallinn                                    | 19. barátságos mérkőzés | Észtország–Finnország    | 2 : 0    | 3 000       |
| 1925. augusztus 26.  | Kalevi Stadion, Tallinn                                    | 20. barátságos mérkőzés | Észtország–Lettország    | 2 : 2    | 4 000       |
| 1926. február 3.     | Kalevi Stadion, Tallinn                                    | 21. barátságos mérkőzés | Észtország–Lengyelország | 0 : 0    | 3 000       |
| 1926, június 13..    | Kadrioru Stadion, Tallinn                                  | 22. barátságos mérkőzés | Észtország–Litvánia      | 3 : 1    | 5 000       |
| 1926. július 4.      | Agrykola Stadion, Varsó                                    | 23. barátságos mérkőzés | Lengyelország–Észtország | 2 : 0    | 4 000       |
| 1926. július 23.     | Kadrioru Stadion, Tallinn                                  | 24. barátságos mérkőzés | Észtország–Svédország    | 1 : 7    | 5 000       |
| 1926. szeptember 5.  | Töölön Pallokenttä Stadion, Helsinki                       | 25. barátságos mérkőzés | Finnország–Észtország    | 1 : 1    | 3 000       |
| 1926. szeptember 19. | Armijas Sporta Klubs (ASK) Stadion, Riga                   | 26.barátságos mérkőzés  | Litvánia–Észtország      | 0 : 1    | 5 000       |